# Pulau Balambangan
Pulau Balambangan, auch Pulau Balembangan ist eine zum malaysischen Bundesstaat Sabah gehörende Insel im Südchinesischen Meer vor der Nordspitze Borneos. Die Insel liegt etwa 40 Kilometer nördlich von Kudat. Die Insel erstreckt sich 24 Kilometer in nordöstlicher Richtung und ist bis zu 7 Kilometer breit. Im Südwesten erhebt sich ein bewaldeter Hügel von 119 m Höhe. Die Insel ist im Westen durch eine vier Kilometer breite Meerenge von Pulau Banggi getrennt. Der Kanal zwischen beiden Inseln wird West Banggi Strait oder West Banggi Channel genannt.

## Geschichte
Im August 1997 lieferten archäologische Ausgrabungen den Nachweis, dass die Insel bereits in prähistorischer Zeit von Menschen bewohnt war.
Die Britische Ostindien-Kompanie gründete am 23. Januar 1763 nach Verhandlungen Alexander Dalrymples mit dem Sultan von Sulu einen Handelsposten auf Pulau Balambangan. Die Kompanie entschloss sich jedoch erst 1773, ihre Erwerbung wirtschaftlich zu nutzen und entsandte Captain John Herbert mit dem Auftrag, auf Balambangan eine britische Kolonie aufzubauen. Herbert errichtete eine komplette Handelsstation mit Wohnhäusern, Büros, Lagerhäusern und einem Schiffsanlegeplatz. Seine schwierige Persönlichkeit führte jedoch bald zum Zerwürfnis mit den Händlern von Sulu, die sich daraufhin mit den Piraten der Marudu Bay verbündeten. 1775 wurde die Siedlung von Piraten angegriffen und vollständig zerstört. Der Legende nach musste Captain Herbert bei seiner Flucht eine größere Menge Gold auf der Insel zurücklassen, weshalb Pulau Balambangan noch heute die „Schatzinsel Sabahs“ genannt wird.

## Demographie
Die Dörfer auf Pulau Balambangan konzentrieren sich im Südwesten der Insel:
| - Kg. Sina - Kg. Selamat Darat - Kg. Buntud | - Kg. Lok Simpul Sebelah - Kg. Selamat - Kg. Tabunan | - Kg. Batu Sirih - Kg. Kukus - Kg. Tabuan |

## Nutzung
Die Einwohner der Insel sind hauptsächlich in der Fischerei beschäftigt. Daneben gibt es einige kleinere Gebiete, auf denen Wanderfeldbau betrieben und hauptsächlich Gemüse angepflanzt wird. Ein Unternehmen der Privatwirtschaft, Chung Pao Ocean Sdn. Bhd., betreibt eine Aquakultur für Seegurken.
Bereits 1930 wurde die Schutzwürdigkeit des Waldes erkannt und ein erstes Forstreservat eingerichtet. 1984 wurden ungefähr 371 ha der Insel zum Schutzgebiet Class I (Protection Forest Reserve, FR) erklärt.
Obwohl die Insel neben ihrer Waldschutzgebiete und mehrerer archäologisch interessanter Plätze ein großes Potential für den Ökotourismus hat, plant die Regierung Sabahs, die Insel wegen ihrer Kalksteinvorräte zu einem Zentrum der Zementindustrie zu machen. Von den Plänen wäre auch die Existenz von mehr als 20 Kalksteinhöhlen betroffen, von denen erst vier erforscht sind.